# تشرتش هيل (ماريلاند)
تشارش هيل (بالإنجليزية: Church Hill, Maryland)‏ هي بلدة تقع في مقاطعة آن آن بولاية ماريلاند في الولايات المتحدة. تبلغ مساحتها 1.84 (كم²)، وترتفع عن سطح البحر 12 م، بلغ عدد سكانها 745 نسمة في عام 2010 حسب إحصاء مكتب تعداد الولايات المتحدة وتصل الكثافة السكانية فيها 405.1 نسمة/كم2.

## التركيبة السكانية
قام مكتب تعداد الولايات المتحدة بتحديد بيانات التركيبة السكانية لتشرتش هيل في تعداد الولايات المتحدة. في ما يلي، التركيبة السكانية حسب تعدادي 2000 و2010.

### تعداد عام 2000
بلغ عدد سكان تشرتش هيل 530 نسمة بحسب تعداد عام 2000، وبلغ عدد الأسر 210 أسرة وعدد العائلات 139 عائلة مقيمة في البلدة. في حين سجلت الكثافة السكانية 1,031.5 نسمة لكل ميل مربع (398.3/كم2). وبلغ عدد الوحدات السكنية 226 وحدة بمتوسط كثافة قدره 439.8 نسمة لكل ميل مربع (169.8/كم2).
وتوزع التركيب العرقي للبلدة بنسبة 76.79% من البيض و 0.19% من الأمريكيين الأصليين و 0.19% من الأمريكيين ذوي الأصول الآسيوية و 21.70% من الأمريكيين الأفارقة و 0.75% من عرقين مختلطين أو أكثر.
بلغ عدد الأسر 210 أسرة كانت نسبة 33.3% منها لديها أطفال تحت سن الثامنة عشر تعيش معهم، وبلغت نسبة الأزواج القاطنين مع بعضهم البعض 46.7% من أصل المجموع الكلي للأسر، ونسبة 15.2% من الأسر كان لديها معيلات من الإناث دون وجود شريك، وكانت نسبة 33.8% من غير العائلات. تألفت نسبة 27.1% من أصل جميع الأسر من أفراد ونسبة 8.1% كانوا يعيش معهم شخص وحيد يبلغ من العمر 65 عاماً فما فوق. وبلغ متوسط حجم الأسرة المعيشية 3.03، أما متوسط حجم العائلات فبلغ 2.48.
بلغ العمر الوسطي للسكان 36 عاماً. وكانت نسبة 26.6% من القاطنين تحت سن الثامنة عشر، وكانت نسبة 8.3% بين الثامنة عشر والأربعة وعشرون عاماً، ونسبة 30.8% كانت واقعةً في الفئة العمرية ما بين الخامسة والعشرون حتى والأربعة وأربعون عاماً، ونسبة 20.6% كانت ما بين الخامسة والأربعون حتى الرابعة والستون، ونسبة 13.8% كانت ضمن فئة الخامسة والستون عاماً فما فوق. يوجد لكل 100 أنثى 83.4 ذكر، ويوجد لكل 100 أنثى في الثامنة عشر من عمرها فما فوق 81.8 ذكر.
بلغ متوسط دخل الأسرة في البلدة 48,250 دولار، أما متوسط دخل العائلة فبلغ 51,875 دولار. وكان متوسط دخل الذكور 32,857 دولار مقابل 26,964 دولار للإناث. وسجل دخل الفرد الخاص بالبلدة 18,487 دولار. وكانت نسبة 11.7% من العائلات ونسبة 12.9% من السكان تحت خط الفقر، وكان من هؤلاء نسبة 23.4% تحت سن الثامنة عشر ونسبة 12.2% في الخامسة والستين من العمر وما فوق.

### تعداد عام 2010
بلغ عدد سكان تشرتش هيل 745 نسمة بحسب تعداد عام 2010، وبلغ عدد الأسر 275 أسرة وعدد العائلات 194 عائلة مقيمة في البلدة. في حين سجلت الكثافة السكانية 1,049.3 نسمة لكل ميل مربع (405.1/كم2). وبلغ عدد الوحدات السكنية 311 وحدة بمتوسط كثافة قدره 438.0 لكل ميل مربع (169.1/كم2).
وتوزع التركيب العرقي للبلدة بنسبة 73.7% من البيض و 0.1% من الأمريكيين الأصليين و 1.9% من الأمريكيين ذوي الأصول الآسيوية و 14.2% من الأمريكيين الأفارقة و 3.0% من عرقين مختلطين أو أكثر.
بلغ عدد الأسر 275 أسرة كانت نسبة 44.0% منها لديها أطفال تحت سن الثامنة عشر تعيش معهم، وبلغت نسبة الأزواج القاطنين مع بعضهم البعض 49.8% من أصل المجموع الكلي للأسر، ونسبة 14.9% من الأسر كان لديها معيلات من الإناث دون وجود شريك، بينما كانت نسبة 5.8% من الأسر لديها معيلون من الذكور دون وجود شريكة وكانت نسبة 29.5% من غير العائلات. تألفت نسبة 23.6% من أصل جميع الأسر من أفراد ونسبة 10.5% كانوا يعيش معهم شخص وحيد يبلغ من العمر 65 عاماً فما فوق. وبلغ متوسط حجم الأسرة المعيشية 3.20، أما متوسط حجم العائلات فبلغ 2.71.
بلغ العمر الوسطي للسكان 32.9 عاماً. وكانت نسبة 29.5% من القاطنين تحت سن الثامنة عشر، وكانت نسبة 8.1% بين الثامنة عشر والأربعة وعشرون عاماً، ونسبة 28.8% كانت واقعةً في الفئة العمرية ما بين الخامسة والعشرون حتى والأربعة وأربعون عاماً، ونسبة 23.7% كانت ما بين الخامسة والأربعون حتى الرابعة والستون، ونسبة 9.9% كانت ضمن فئة الخامسة والستون عاماً فما فوق. وتوزع التركيب الجنسي للسكان بنسبة 49.7% ذكور و50.3% إناث.

## وصلات خارجية
- The US50 - Cities and Towns in Maryland State
- Maryland Cities and Towns, Facts, Map, Flag, Colleges, Government, and More